# Бунархисар (околия)
Околия Бунархисар е околия, разположена във вилает Лозенград, Турция. Общата ѝ площ е 575 км2. Според оценки на Статистическия институт на Турция през 2016 г. населението на околията е 18 580 души. Административен център е град Бунархисар.

## Общини
Околията се поделя на 3 общини:
- Бунархисар
- Инджекьой
- Яна

## Населени места
Околията се състои от 16 населени места – 1 град и 15 села.
Град
- Бунархисар

Села
- Акьорен (Akören)
- Атакьой (Ataköy)
- Енерлер (Erenler)
- Евджилер (Evciler)
- Инджекьой (Yenice)
- Курудере (Kurudere)
- Манастирдере (Çayırdere)
- Османджик (Osmancık)
- Пойрали (Poyralı)
- Сютлюдже (Sütlüce)
- Тозаклъ (Tozaklı)
- Урумбеглия (İslambeyli)
- Хаджъфакълъ (Hacıfakılı)
- Чонгара (Cevizköy)
- Яна (Kaynarca)